# Gwion Edwards
Gwion Dafydd Rhys Edwards (Lampeter, 1º marzo 1993) è un calciatore gallese, centrocampista del Morecambe.

## Carriera

### Club
Dopo gli inizi nelle giovanili dello Swansea si trasferisce in Scozia per poi approdare in Inghilterra.

### Nazionale
Ha esordito con la nazionale Under-21 nel 2013. Ha partecipato anche alle qualificazioni agli europei di categoria del 2015 segnando una rete.

## Palmarès

### Club

#### Competizioni nazionali
- Football League One: 1

Wigan: 2021-2022